# Galeotto fu il canotto/Più su
Galeotto fu il canotto/Più su è  un singolo di Renato Zero, pubblicato il 4 agosto del 1981 da Zerolandia in formato 7" con numero di catalogo PB 6523.

## Il disco
Il 45 giri rimase nei primi dieci posti in classifica per ben 12 settimane consecutive, fino al 31 ottobre 1981, raggiungendo come posizione più alta il secondo posto.
Galeotto fu il canotto è stata scritta dal solo Renato Zero per le parole e da Zero in collaborazione con Roberto Conrado per la musica, il testo racconta la vicenda di un uomo che si libera della propria donna facendola affondare in fondo al mare in una bella giornata di sole.
Più su era già inserita nell'album dal vivo Icaro, pubblicato nello stesso anno, il testo è di Renato Zero mentre la musica è di Dario Baldan Bembo. Fino al 2006, anno della pubblicazione della raccolta Renatissimo! il brano era ascoltabile solo nella sua originale versione dal vivo. Esiste una versione, cantata in duetto con Andrea Bocelli, eseguita durante il concerto Sei Zero.
Le due canzoni sono arrangiate da Piero Pintucci.
Il singolo Galeotto fu il canotto è stato ristampato in CD nel 1999 ed è stato inserito anche nella raccolta Puro spirito del 2011.

## Tracce
1. Galeotto fu il canotto – 4:12 (Renato Zero/Conrado-Renato Zero)
2. Più su – 5:12 (Renato Zero/Baldan)
3. Più su (live) – 6:06 (Renato Zero/Baldan)

Durata totale: 15:30

## Classifiche italiane
La posizione della canzone fino alla decima settimana di classifica (in totale la canzone rimarrà nella top ten per 12 settimane).